# Bar Mitzvah

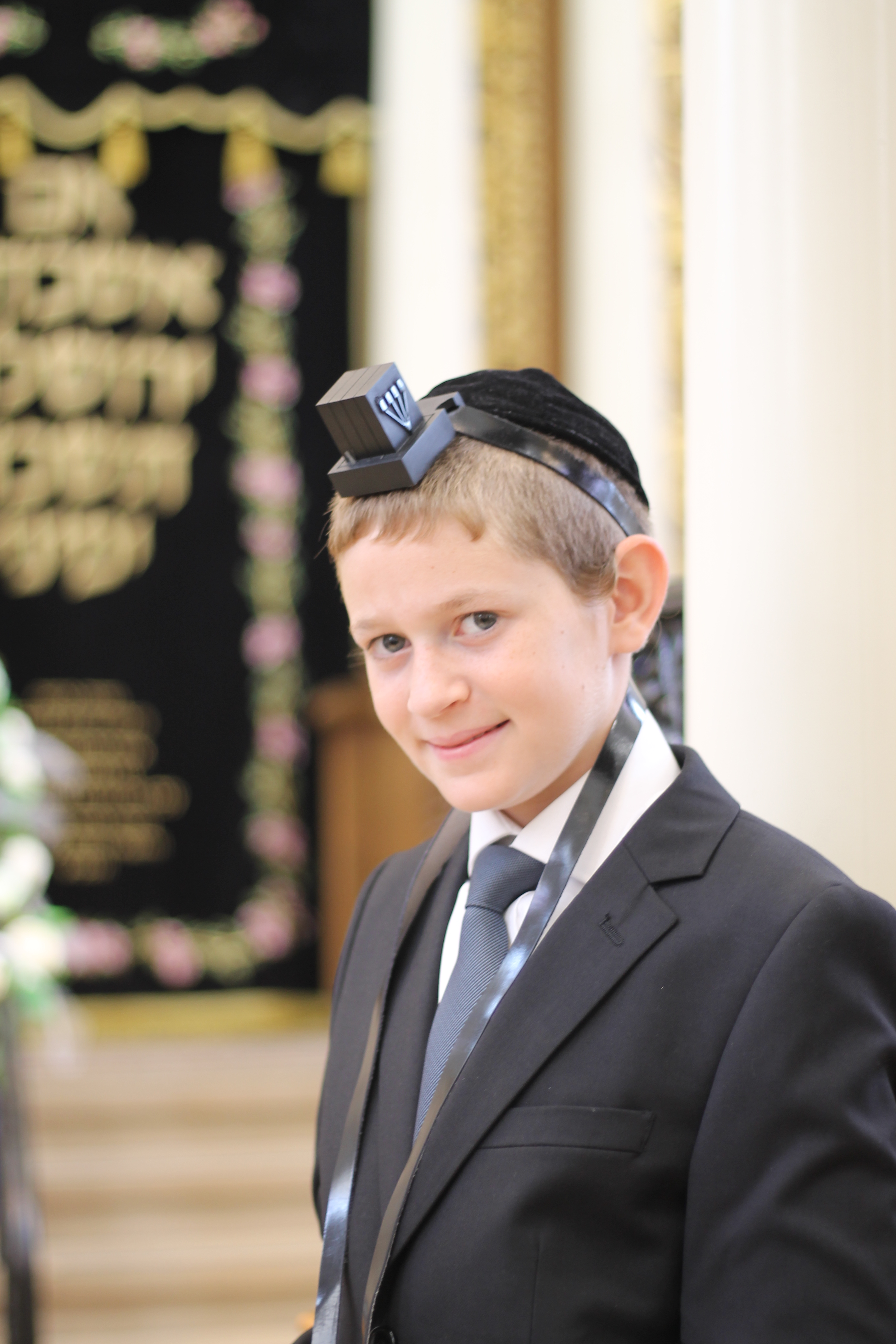
Cậu bé Do Thái trong lễ trưởng thành

Bar Mitzvah theo nghĩa đen là "con của lề luật" "con của điều răn" hay "quý tử của điều răn" "quý tử của lề luật". Từ "bar" có nghĩa là "con trai" trong tiếng Aramaic, từ "mitzvah" là tiếng Hebrew cho "điều răn".
- Theo lề luật Do Thái thì trước khi con cái họ tới tuổi trưởng thành thì các bậc phụ huynh Do Thái phải có nghĩa vụ giáo tử con cái và phải chịu trách nhiệm cho những hành động của con cái họ.
- Khi thiếu nhi Do Thái đến tuổi trưởng thành và sau khi làm lễ trưởng thành thì thiếu nhi Do Thái phải tự chịu trách nhiệm cho hành động của bản thân. (Theo truyền thống thì phụ thân Do Thái cảm tạ Thiên Chúa vì ông không còn phải chịu sự trừng phạt của Thiên Chúa vì tội lỗi mà quý tử của ông tạo nghiệp gây ra.)
- Thứ nhất, khi một cậu bé đến tuổi 13, cậu bé sẽ làm lễ "Bar Mitzvah" và được thừa nhận bởi truyền thống Do Thái có các quyền như một người đàn ông trưởng thành. Một cậu bé đã trở thành một Bar Mitzvah giờ đây đã có ý thức đạo đức và chịu trách nhiệm cho những quyết định và hành động của mình.
- Thứ hai, thuật ngữ "Bar mitzvah" cũng dùng để chỉ nghi lễ tôn giáo tổ chức ngày lễ trưởng thành. Thường thì một bữa tiệc mừng sẽ theo sau buổi lễ đó.
- Thứ ba, sau lễ trưởng thành thì quý tử Do Thái phải chịu trách nhiệm để am hiểu các nghi lễ, lề luật, luật pháp, truyền thống, và nguyên tắc của môn phái Do Thái, và tự tham gia các hoạt động trong bộ lạc Do Thái như là một thanh thiếu niên, được quyền dẫn lời cầu nguyện trong cộng đồng và các lễ nghi của môn phái Do Thái.[1]